# آرتی لانگی
آرتی لانگی (به انگلیسی: Artie Lange) (زاده ۲۲ ژوئن ۱۹۶۷) بازیگر آمریکایی است.
از فیلم‌های معروف او می‌توان به بازی در فیلم عزب و گمشده و پیداشده اشاره کرد.